# Campionati italiani estivi di nuoto 1937
I Campionati italiani estivi di nuoto 1937 si sono svolti in due sedi: le gare femminili il 15 agosto nel lago di Levico, in un campo di 50 metri ricavato di fronte al lido; le gare maschili a Genova Albaro, in una piscina coperta da 33 metri tra l'11 ed il 12 settembre 1937.

## Podi

### Uomini
Le gare maschili sono state divise nelle categorie "Seniori" e "Campioni", di valore simile, ma i migliori tempi e i titoli assoluti provengono da quest'ultima.
Categoria Seniori
| Evento               | Oro                                                           | Tempo   | Argento                                                                       | Tempo   | Bronzo                                     | Tempo   |
| Stile libero         |                                                               |         |                                                                               |         |                                            |         |
| 100 m                | Luciano Luciani                                               | 1'02"5  | Sirio Banchelli                                                               | 1'04"0  | G. Goggioli                                | 1'04"2  |
| 200 m                | Luciano Luciani                                               | 2'28"7  | G. Goggioli                                                                   | 2'30"0  | N. Abatescianni                            | 2'32"1  |
| 400 m                | Giovanni Baldini                                              | 5'28"3  | W. Marinotti                                                                  | 5'46"5  | L. Boscetti                                | 5'48"2  |
| 1500 m               | Giovanni Baldini                                              | 21'53"4 | Paggi                                                                         | 22'52"1 | Candela                                    | 23'07"0 |
| Dorso                |                                                               |         |                                                                               |         |                                            |         |
| 100 m                | Guido Costantini                                              | 1'17"2  | Burla                                                                         | 1'17"6  | Granata                                    | 1'18"2  |
| Rana                 |                                                               |         |                                                                               |         |                                            |         |
| 200 m                | Sergio Graziani                                               | 3'01"2  | Mario Tofini                                                                  | 3'02"7  | C. Carboni                                 | 3'06"4  |
| Staffette            |                                                               |         |                                                                               |         |                                            |         |
| 4x100 m stile libero | DL Ferroviario Venezia Zennaro Morelli Viviani ?              | 4'26"1  | Società Sportiva Lazio Nuoto Geminio Ognio Candela Mario Tofini Renzo Nostini | 4'28"2  | Fiumana Vittori Comandini Tomivich Valenta | 4'33"2  |
| 3x100 m mista        | DL Ferroviario Venezia Zennaro Sergio Graziani Oddone Viviani | 3'45"4  | Società Sportiva Lazio Nuoto Caselli Mario Tofini Renzo Nostini               | 3'48"6  | Guf Milano ?                               | 3'48"8  |

Categoria Campioni
| Evento               | Oro                                                                              | Tempo       | Argento                                                                 | Tempo   | Bronzo                                    | Tempo   |
| Stile libero         |                                                                                  |             |                                                                         |         |                                           |         |
| 100 m                | William Lisardi                                                                  | 1'00"3 - RI | Massimo Costa                                                           | 1'01"6  | Guido Giunta                              | 1'05"1  |
| 200 m                | Giacomo Signori                                                                  | 2'21"4      | Giuseppe Gambetta                                                       | 2'22"0  | Antonio Conelli                           | 2'25"9  |
| 400 m                | Nino Schipizza                                                                   | 5'07"8      | Paolo Costoli                                                           | 5'09"8  | Giuseppe Gambetta                         | 5'14"3  |
| 1500 m               | Paolo Costoli                                                                    | 20'54"5     | Nino Schipizza                                                          | 21'27"5 | Gennari                                   | 23'02"4 |
| Dorso                |                                                                                  |             |                                                                         |         |                                           |         |
| 100 m                | Ernesto Ravera                                                                   | 1'14"5      | Italo De Zucco                                                          | 1'14"6  | Michele Ciotti                            | 1'15"9  |
| Rana                 |                                                                                  |             |                                                                         |         |                                           |         |
| 200 m                | Aldo Ghira                                                                       | 2'56"6      | Carlo Bertetti                                                          | 3'03"0  | G. Gozzo                                  | 3'04"5  |
| Staffette            |                                                                                  |             |                                                                         |         |                                           |         |
| 4x100 m stile libero | Rari Nantes Milano Dino Cappellini Antonio Conelli Giacomo Signori Massimo Costa | 4'19"4      | Rari Nantes Florentia Paolo Costoli Goggioli Pandolfini Sirio Banchelli | 4'32"4  | [ 1 ]                                     |         |
| 3x100 m mista        | Società Sportiva Lazio Nuoto Aldo Ghira William Lisardi Nino Schipizza           | 3'37"7      | Triestina Italo De Zucco Carlo Bertetti Monai                           | 3'4?"?  | Guf Milano Ernesto Ravera Benuzzi Nosotti | 3'55"5  |

### Donne
| Evento               | Oro                                                             | Tempo  | Argento        | Tempo   | Bronzo         | Tempo  |
| Stile libero         |                                                                 |        |                |         |                |        |
| 100 m                | Bianca Lokar                                                    | 1'14"3 | Lina Volonghi  | 1'16"1  | Grazia Ruzzier | 1'20"4 |
| 400 m                | Bianca Lokar                                                    | 6'44"8 | Carmela Toso   | 7'05"08 | [ 2 ]          |        |
| Dorso                |                                                                 |        |                |         |                |        |
| 100 m                | Giovanna Scherl                                                 | 1'30"4 | Paolina Bensa  | 1'38"3  | [ 2 ]          |        |
| Rana                 |                                                                 |        |                |         |                |        |
| 200 m                | Tatiana Pertot                                                  | 3'43"3 | Emerita Pasi   | 3'49"1  | Hilde Prekop   | 3'54"2 |
| Staffette            |                                                                 |        |                |         |                |        |
| 4x100 m stile libero | Fiumana Nuoto Cattonaro Bartolomei A. Derenzini Nerea Derenzini | 6'06"4 | Ansaldo Genova | 6'32"0  | Parioli        | 7'14"5 |
| 3x100 m mista        | Triestina Nuoto Giovanna Scherl Hilde Prekop Bianca Lokar       | 4'52"7 | [ 3 ]          |         |                |        |